# Petros Stefanou
Petros Stefanou (Ermopoli, 17 agosto 1963) è un vescovo cattolico greco, dall'11 aprile 2025 vescovo emerito di Sira e di Santorino.

## Biografia
Petros Stefanou è nato il 17 agosto 1963 ad Ermopoli, periferia dell'Egeo Meridionale e diocesi di Sira, nell'allora regno di Grecia (oggi Repubblica Ellenica); è figlio di Stefanos Stefanou e Maria Marangou.

### Formazione e ministero sacerdotale
Ha frequentato la scuola elementare, il ginnasio ed il liceo nella città natale ottenendo il diploma nel 1981. Nel 1982 si è iscritto presso l'Università di economia e commercio di Atene, laureandosi in economia nel 1986. Sentendo maturare la vocazione al sacerdozio, ha vissuto per due anni in una comunità monastica dei padri gesuiti, interrompendo l'esperienza per via del servizio militare di leva, che ha svolto dal 7 novembre 1988 al 4 novembre 1990.
Il 20 settembre 1990 si è trasferito in Italia per studiare presso la sede parallela della Facoltà teologica dell'Italia settentrionale a Padova, conseguendo il baccalaureato in filosofia e teologia il 29 novembre 1995.
Intanto, era tornato brevemente in Patria per essere ordinato diacono il 26 giugno 1994, presso il monastero di Faneromeni, per imposizione delle mani di Franghískos Papamanólis, O.F.M.Cap., vescovo di Sira. Ha ricevuto l'ordinazione sacerdotale il 15 luglio 1995 nello stesso luogo e dallo stesso vescovo incardinandosi, trentunenne, come presbitero della diocesi di Sira.
Subito dopo l'ordinazione è divenuto parroco della chiesa di San Pietro Apostolo a Poseidonia e della chiesa di San Giuseppe a Vissa, mentre dal 2001 è divenuto insegnante di religione nelle scuole medie, incarichi svolti fino alla promozione all'episcopato. In ambito della diocesi di Sira è stato economo diocesano e membro del consiglio economico, responsabile del centro pastorale San Paolo e del centro catechetico nonché segretario della commissione per la catechesi.

### Ministero episcopale
Il 13 maggio 2014 papa Francesco lo ha nominato, cinquantenne, vescovo di Sira e di Santorino ed amministratore apostolico di Milo e di Candia; è succeduto al settantasettenne Franghískos Papamanólis, O.F.M.Cap., dimissionario per raggiunti limiti d'età dopo ben quarant'anni di governo pastorale. Ha ricevuto la consacrazione episcopale il 2 luglio seguente, presso la cattedrale di San Giorgio ad Ermopoli, per imposizione delle mani del suo predecessore, assistito dai co-consacranti Nikólaos Foskolos, arcivescovo di Atene, e Nikólaos Printezis, arcivescovo metropolita di Nasso, Andro, Tino e Micono; ha preso possesso della diocesi durante la stessa cerimonia. Come motto episcopale ha scelto "ἀνακεφαλαιώσασθαι τὰ πάντα ἐν τῷ Χριστῷ", che tradotto vuol dire "Ricapitolare in Cristo tutte le cose" (Lettera agli Efesini 1, 10).
Il 5 febbraio 2015 si è recato, assieme agli altri membri dell'episcopato greco, in visita ad limina apostolorum in Vaticano, discutendo con il Pontefice della situazione e dei problemi relativi alle sue diocesi.
Ha preso parte alla XV assemblea generale ordinaria del Sinodo dei vescovi con tema I giovani, la fede e il discernimento vocazionale, svoltasi presso la Città del Vaticano dal 3 al 28 ottobre 2018.
Dal 12 novembre 2021 al 18 marzo 2025 è stato presidente del Santo Sinodo dei vescovi cattolici di Grecia.
L'11 aprile 2025 papa Francesco ha accolto la sua rinuncia al governo pastorale delle diocesi a lui affidate.
Oltre al greco, parla correntemente italiano, inglese e francese.

## Genealogia episcopale
La genealogia episcopale è:
- Cardinale Scipione Rebiba
- Cardinale Giulio Antonio Santori
- Cardinale Girolamo Bernerio, O.P.
- Arcivescovo Galeazzo Sanvitale
- Cardinale Ludovico Ludovisi
- Cardinale Luigi Caetani
- Cardinale Ulderico Carpegna
- Cardinale Paluzzo Paluzzi Altieri degli Albertoni
- Papa Benedetto XIII
- Papa Benedetto XIV
- Papa Clemente XIII
- Cardinale Marcantonio Colonna
- Cardinale Giacinto Sigismondo Gerdil, B.
- Cardinale Giulio Maria della Somaglia
- Cardinale Carlo Odescalchi, S.I.
- Vescovo Eugène de Mazenod, O.M.I.
- Cardinale Joseph Hippolyte Guibert, O.M.I.
- Cardinale François-Marie-Benjamin Richard
- Cardinale Pietro Gasparri
- Arcivescovo Angelo Rotta
- Arcivescovo Giovanni Francesco Filippucci
- Vescovo Georges Xenopulos, S.I.
- Vescovo Franghískos Papamanólis, O.F.M.Cap.
- Vescovo Petros Stefanou